# Universidade Estadual Paulista em Rosana

O Campus Experimental de Rosana é um campus da Universidade Estadual Paulista Júlio de Mesquita Filho (UNESP), localizado no Distrito de Primavera, município de Rosana, no extremo oeste de São Paulo, Brasil, no Pontal do Paranapanema, onde faz divisa com os Estados do Mato Grosso do Sul e Paraná. Fica localizado entre três importantes cidades brasileiras: Presidente Prudente - SP, Dourados-MS e Maringá-PR, todas com distância aproximada de 200 km.
Foi criado em 2003 com o curso de  Turismo, e em 2014 foi incluso o curso de Engenharia de Energia na unidade.

## Cursos oferecidos

### Engenharia de Energia
O Campus Experimental de Rosana da UNESP oferece o curso de graduação bacharel em Engenharia de Energia desde 2014, em período integral e com duração mínima de 5 anos.
O curso de engenharia de energia forma profissionais com visão multidisciplinar, capacitado a desenvolver tecnologias e pesquisas nas áreas de geração, transmissão e utilização das mais variadas formas de energia.

### Turismo
O curso de graduação em Turismo foi o primeiro oferecido pelo Campus Experimental de Rosana, sendo inaugurado junto à unidade, em 2003. Ocorre em período diurno e com duração mínima de 4 anos.
O bacharel em turismo terá capacidades, habilidades e conhecimentos para atuar com o planejamento e a execução de projetos turísticos baseados nos critérios de sustentabilidade.
A formação do Bacharel em Turismo deve contemplar as relações entre o conhecimento teórico e as exigências da prática cotidiana da profissão. Esse profissional deve estar apto a atuar nas atividades turísticas, em especial naquelas associadas aos atrativos ambientais, zelando pela preservação e conservação da natureza.O curso de bacharelado em Turismo da UNESP tem como objetivo principal promover a formação integral do aluno, habilitando-o a exercer atividades ligadas ao planejamento, organização e execução de ações que envolvem o turismo.
Para tanto, o curso deverá oferecer aos alunos métodos e técnicas para o melhor atendimento ao turista, priorizando formação profissional ética, pautada na cidadania e no compromisso de desenvolver atividades que garantam a sustentabilidade.
Com este perfil, o curso destina-se a formar um profissional apto a atuar em um mercado qualificado, cujas ações poderão contribuir para a melhoria da qualidade ambiental e sócio-econômica das comunidades envolvidas.